# モタラ (象)
モタラ（またはモータラ）（MotalaまたはMotola、1961年頃 -　）は、タイ生まれのメスのアジアゾウである。この象は、ミャンマーとの国境付近で地雷を踏んでしまったが、後に義足を装着して生き延びたことで有名になった。

## 経緯
モタラは飼いならされて荷物運びなどに使役されていた象だった。タイ国内では1989年に森林伐採が禁止されたために象とその飼い主たちは仕事を失い、違法な伐採や観光業などに従事する以外に生計を立てる方法がなくなっていた。
当時38歳になっていたモタラも例外ではなかった。1999年8月14日、伐採された木材の運搬に従事するために、飼い主に連れられてタイ・ミャンマー国境付近の森林地帯に到着した。この地帯は、ミャンマー軍事政権と対立する少数民族カレン族の居住地域でもあり、双方の勢力によって地雷が埋設されている危険があった。翌日、モタラは仕事の合間に餌を探すため、森に放された。しかし、森の中でモタラは地雷を踏みつけ、左の前脚に重傷を負ってしまった。モタラの飼い主は、傷ついたこの象とともに10キロの道のりを3日間費やして歩き、車の通行する道路にたどりついた。翌日、トラックに乗せられたモタラはFAEF（Friends of the Asian Elephant Foundation）がタイ北部のナンパーンで開設していた象専門の病院へ到着した。モタラは治療と診察を受けたが、負傷の程度は今まで象病院が治療した象たちの中でも最悪の部類だった。
診断の結果、モタラが左前脚に受けた傷は15センチから20センチもの深さに達していた。しかも既に感染症を起こして腫れていたため、モタラは右前脚だけで暮らすことを強いられることになった。その後実施された検査で、モタラは左前脚を12インチ切断することに決まった
。この切断手術には12人の看護婦や20人のタイ軍兵士を含む30人以上で構成された医療チームが従事し、油圧式のクレーン車や消防車も待機していた。手術には3時間を要し、モタラに投与された麻酔薬の量は、人間の必要量に換算すると70人分にも相当するものだった。麻酔で眠り込んだモタラの大きな体は、クレーン車で吊り上げられ運搬された。地雷の被害を受けたこの象については世界中で報道され、注目を受けることになった。
当時のモタラの体重は約3トンで、そのうち2トンの体重の負担が残された右前脚にかかっていた。傷の回復が思わしくなかったため一時は安楽死も検討されたが、昔から象を大切にしてきたタイの人々は、モタラの回復に向けて手を尽くす道を選んだ。その後傷が回復した時期を見計らって、モタラのために義足が作られた。最初はキャンバス地の袋におがくずを詰め込んだものを仮の義足として装着を試み、本格的な義足をつける前に弱っていた左前脚の筋力強化に取り組んだ。病院創設者のソライダ・サルワラによると、モタラは仮の義足を嫌がる様子を見せず、協力的だったという。
その後、モタラへの義足装着は成功し、2011年5月の時点では象病院で元気に暮らしている。
モタラの事故を契機に、タイにいる運搬用象が1970年代の1万頭から2000年代初頭には2千頭まで減少していることが注目され、地雷の危険性について再認識させることになった。NHK総合は、2000年11月15日に放送したドキュメンタリー番組「地球に乾杯」で、この象を取り上げた。また、作家の江樹一朗も『モタラの涙』（2001年）と『地雷をふんだ象モタラ：モタラとローンムの物語』の2冊の本を執筆している。